# NGC 1799
NGC 1799 (również PGC 16783) – galaktyka soczewkowata (S0), znajdująca się w gwiazdozbiorze Erydanu. Odkrył ją Lewis A. Swift 13 lutego 1887 roku.